# Nicu Ceaușescu
Nicu Ceaușescu (Bukarest, 1951. szeptember 1. – Bécs, 1996. szeptember 25.) Nicolae és Elena Ceaușescu román diktátorházaspár fia. Valentin és Zoia után ő volt a Ceaușescu família legfiatalabb tagja.

## Élete a Ceaușescu-diktatúra alatt
Nicu 1951. szeptember 1-jén született Elena és Nicolae Ceaușescu harmadik gyermekeként. Apja külügyminisztert akart faragni belőle, ezért a párt két politikusát, Ștefan Andreit és Cornel Pacostét bízta meg, hogy ügyeljenek az ifjú tanulmányaira. Nicut kiskorában alaposan elkényeztették szülei, ezért ki nem állhatta az iskolát. Állítólag senki sem látta őt fiatalkorában könyvet olvasni. Végül a 24. számú líceumban (a mai Jean Monnet Gimnázium) tette le az érettségit, majd a Bukaresti Egyetemen tanult tovább fizika szakirányban, ahol meg is szerezte a diplomát. Semmi sem utal arra, hogy rendelkezett a diplomának megfelelő tudással, sokkal valószínűbb, hogy szülei magas rangja miatt nyerte el a tanulmányait igazoló dokumentumokat.
Az egyetemi évei után kapcsolódott be a politikai életbe, ahol először a Kommunista Ifjúsági Szövetségnek lett az első titkára, majd 1982-ben ifjúsági miniszternek nevezték ki, és a Román Kommunista Párt központi bizottságának tagja lett, 1987-től pedig Szeben megyét irányította.

## Megítélése és alkoholizmusa
Nicu Ceaușescu a diktátor legkisebb és legrebellisebb gyereke volt. A család prințișornak (kis hercegnek) szólította, élvhajhász és felelőtlen életet élt. Apjához hasonlóan ő is azt hitte magáról, hogy korlátlan hatalma van. Nem szeretett tanulni, modortalan, pimasz, önző és egoista volt.
Egyik szenvedélye az autóval száguldozás volt. Gyakran ivott, s főleg ittas állapotban igen erőszakos volt. Számos nőt bántalmazott, de a magas rangú személyekkel és fontos külföldi vendégekkel szemben is rendkívül tiszteletlenül viselkedett. Erwin Wickert, az NSZK volt romániai nagykövete Boldog szemek című emlékiratában meséli el például azt, hogy Ceaușescu előszeretettel paskolta meg a külföldi, újonc diplomaták fenekét. Ugyanebből a könyvből derül ki, hogy a Ceaușescu-fiú 1972. június 4-én Bukarestben elütött egy 18 éves diáklányt, bizonyos Doina Hilmut, aki rögtön szörnyethalt. Pár nappal később a pártsajtó már élesen bírálta a figyelmetlen gyalogosokat, konkrétan meg is említve Doina Hilmut, akit egy magas rangú rendőrtiszt ütött el. A felháborodás igen nagy volt a román fővárosban, miután híre ment, hogy valójában a Ceaușescu-fiú ült a balesetet okozó autó sofőrülésén.
Pár nappal később kisebb hirdetés jelent meg az újságban: „A június 4-én történt baleset szemtanúit kérjük jelentkezzenek a ... címen. A baleset áldozata Doina Hilmu.” A hirdetést a lány szülei adták fel. Ekkor Nicu Ceaușescut azonnal repülőre ültették és Svájcba küldték. A lány édesanyjának felajánlottak 100 ezer lej kártérítést, ami körülbelül 20 ezer márkának felelt meg. A rendőrtisztet elítélték a baleset miatt, de rövid időn belül szabadlábra helyezték és külföldre küldték.
Ceaușescu gyakran ült volánhoz részegen, és okozott kisebb-nagyobb baleseteket. Egyik alkalommal súlyosabb karambolt szenvedett, és beszállították a kórházba. Az anyja, fia balesetéről hallva, egészen megrémült, és már akkor a kórházban volt, amikor fiát beszállították. Elena azonnal az akkori idők egyik sztársebészét hívatta, mert rettenetesen féltette kedvenc fiát. Amikor betolták a balesetet szenvedett fiatalembert, az asszony az orvosra visított, hogy azonnal műtse meg Nicut, mondván: Hát nem hallja, hogy hörög? Az orvos azonban nyugodtan csak ennyit válaszolt: Nem hörög – csak horkol, mert olyan részeg, hogy nem tud magáról. Nem volt szükség komolyabb beavatkozásra, csupán eltávolították a szélvédő szilánkjait Nicu fejéből a csontszilánkokkal együtt, majd útjára engedték.
Anyja olykor próbált tenni fia alkoholizálása ellen, de ezek a lépések hatástalanok maradtak. Ugyanis pl. nem feddte meg soha Nicut ivászataiért, sőt inkább azokat büntette, akik italt adtak neki, még akkor is, ha Nicu kényszerítette őket. Elena a fővárosban több italboltot záratott be, ahol fiát kiszolgálták alkohollal, de a fiú sose szokott le az ivásról.
Nicu jó barátságban volt Szaddam Husszein fiával, Uday Hussein-nel akivel  Svájcban és Monacoban találkoztak. Látogatta a világ kaszinóit, például a Monte Carlo-i és a Las Vegas-i kaszinókban hatalmas összegeket vesztett szerencsejátékon. Egykori hírek szerint 1979-ben  nem kevesebb, mint 1,2 millió dollárt veszített Las Vegas-ban ruletten.

## Magánélete
Bár néhányan félénk, visszahúzódó embernek írják le, a tények mást mutatnak.

Egy estélyen szemelte ki magának Nadia Comăneci olimpiai bajnok tornászlányt. Mivel Nicu az estélyen már nem volt józan, ölbe kapta a tornászlányt, feldobta, de elkapni már nem tudta. Nadia nem szenvedett komolyabb sérülést. Kapcsolatuk meglehetősen abszurd és félelmetes volt, mert minden Nicu akaratától függött, míg Nadia valójában sose szerette őt. Az 1989-es forradalom után az akkor már Amerikában élő Nadia egyedül a People magazinnak nyilatkozott tényszerűen a kapcsolatukról. Állítása szerint Nicu erőszakkal tette azt, amit tett.
„Ha nemet mondtam volna, meghalok” – mondta az olimpiai bajnok tornász
 Nadiát állandóan követte a Securitate, és egy lépést nem tehetett úgy, hogy Nicu Ceaușescu ne tudott volna róla. Nicu elől szökött Nadia Magyarország és Ausztria érintésével Amerikába, 1989. november 27. éjjelén.
Az utolsó hölgy Nicu életében Daniela Vlădescu szopránénekes volt. A nőnek rengeteg udvarlója akadt, és bejáratos volt az akkori idők legfelső köreibe is. A szóbeszéd szerint Danielát Nicu művészlelke hódította meg. Az 1989-es események kirobbanásakor Nicu és Daniela épp a hegyekben kirándult. Kétéves együttlét után, s főleg, hogy a Ceaușescuk rémuralma Románia felett összeomlott, a szopránénekes rögvest szakított Nicuval.

## Letartóztatása és halála
Az 1989-es romániai forradalmat követően az állam pénzével való visszaéléssel, valamint egyéb bűncselekményekkel vádolták, nem sokkal szülei kivégzése előtt letartóztatták, és 1990 szeptemberében húszéves börtönbüntetést kapott.  Tömeggyilkossággal is vádolták, azaz megyei párttitkárként lőparancsot adott a katonaságnak, hogy lőjenek a tüntetőkre Nagyszebenben. A vádat tagadta és kitartott amellett, hogy elhagyta a várost, mielőtt a csapatok 91 embert megöltek.
1992 novemberében májzsugora miatt kiengedték a börtönből. 1996. szeptember 18-án Bukarestből Bécsbe repült műtéte végett, majd a bécsi kórházban pár nappal később meghalt,  „a nyelőcső vérzése miatt, amely májzsugor és vírusos májgyulladás következménye volt” - állt  közleményében.